# Millettia elskensii
Millettia elskensii är en ärtväxtart som beskrevs av De Wild. Millettia elskensii ingår i släktet Millettia och familjen ärtväxter. Inga underarter finns listade i Catalogue of Life.